# Kudowa-Zdrój (gmina wiejska)

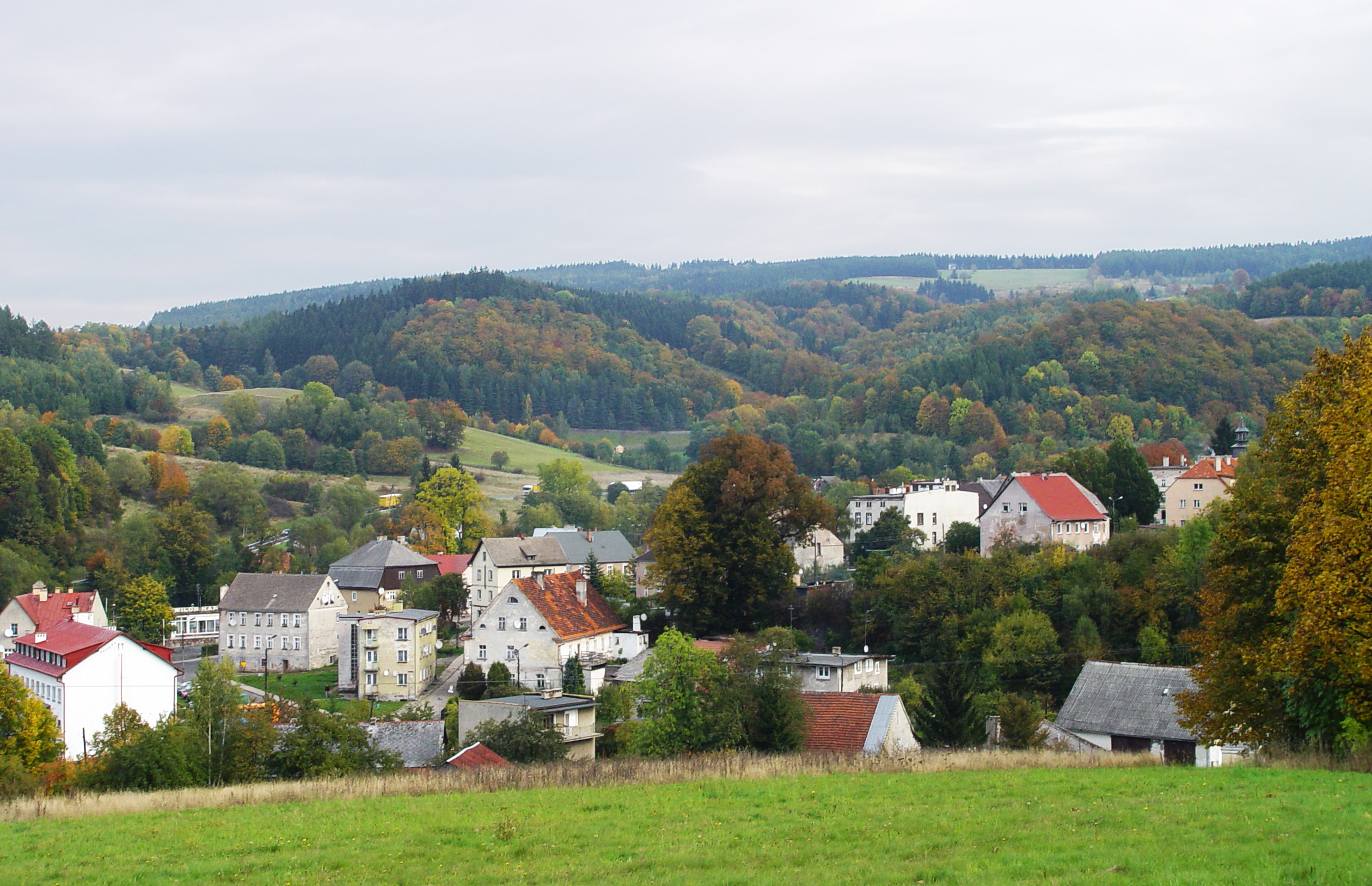
Lewin Kłodzki

Kudowa-Zdrój (1973-1976 i od 1991 Lewin Kłodzki) – dawna gmina wiejska istniejąca w latach 1976–1991 w woj. wałbrzyskim (dzisiejsze woj. dolnośląskie). Siedzibą władz gminy była Kudowa-Zdrój, która stanowiła odrębną gminę miejską.
Gmina została powołana w dniu 2 lipca 1976 w woj. wałbrzyskim w związku z przemianowaniem gminy Lewin Kłodzki na Kudowa-Zdrój i przeniesieniem siedziby gminnych organów władzy i administracji państwowej z Lewina Kłodzkiego do Kudowy-Zdroju.
2 kwietnia 1991 roku siedziba gminy została przeniesiona z powrotem do Lewina Kłodzkiego z jednoczesnym przywróceniem nazwy gmina Lewin Kłodzki, równocześnie dokonując podziału dotychczas wspólnych organów dla miasta Kudowa-Zdrój i gminy Lewin Kłodzki.
Obecnie istnieje tylko gmina miejska Kudowa-Zdrój. 
W 2010 gmina została uhonorowana Zielonym Czekiem - nagrodą WFOŚIGW we Wrocławiu.